# 税制改革法
税制改革法（ぜいせいかいかくほう、昭和63年12月30日法律第107号）は、消費税の導入など、税制の抜本改革に関する法律である。

## 概要
税制の抜本改革の背景には、戦後の数十年を経て、日本の経済社会が大きな変化をしたのに対し、当時の税制が上手く対応し切れていないのではないかといった問題意識を抱えていた。
税制の抜本改革では、高齢化や国際化などの経済社会の構造変化に合わせ、所得、消費、資産等でバランスの取れた税体系の構築を目標とし、消費税の導入などを盛り込んで1988年12月30日に成立した。
なお、この法律は、消費税法等の税制改正法の、設定理念のまとめた総論を規定しており、この法律自体が消費税等の課税根拠となるものではない。

## 構成
- 第一章 総則
- 第二章 国税及び地方税に関する改革等
- 附則